# Articulación relativa
En fonética y fonología, la articulación relativa es la descripción del modo y punto de articulación de un sonido del habla relativa a algún punto de referencia. Típicamente, la comparación está hecha con una articulación por defecto, sin marca, del mismo fonema en un entorno de sonido neutro. Por ejemplo, la consonante velar /k/ es frontal antes de la vocal /i/ (como en "quién") comparado a la articulación de /k/ antes de otras vocales (como en "caso"). Esta forma de llevar al frente la articulación se llama palatalización.
La posición relativa de un sonido puede ser descrita como adelantada (anterior), retraída (posterior), elevada, descendida, centralizada, o medio-centralizada. Estas dos últimas son sólo utilizadas con vocales, y están marcadas en el Alfabeto Fonético Internacional con diacríticos sobre la letra vocal. Las otras se usan en ambas (consonantes y vocales), y están marcadas con diacríticos icónicos bajo la letra. Otra dimensión de la articulación relativa que tiene los diacríticos del IPA es el grado de redondeamiento, más redondeado y menos redondeado.

## Adelantada y retraída
Un sonido adelantado es aquel está pronunciado más adelante de lo normal en el tracto vocal que el punto de referencia. El diacrítico para esto en el IPA es el de subíndice "más", U+031F ̟ combinando señal de plus de abajo (HTML &#799;). En cambio, un sonido retraído es aquel pronunciado más atrás en el tracto vocal, y su diacrítico de IPA es el subíndice "menos" U+0320 ̠ combinando señas de minus de abajo (HTML &#800;). Ambas consonantes y vocales pueden ser adelantadas o retraídas.
En inglés, la vocal posterior /u/ está más adelante de lo que indica la letra IPA ‹u›, más que en español. Esta anteriorización puede ser mostrada explícitamente, especialmente dentro de una transcripción [ estrecha]: [u̟]. Si esto significa que esté tan adelantada como la vocal central [ʉ], o en algún lugar entre [u] y [ʉ], debería de ser aclarado verbalmente.
En inglés americano general, el /t/ en la palabra "eighth" está más al frente de lo normal, debido a asimilación con la consonante interdental /θ/, y puede ser transcrito como [eɪt̟θ].
La diferencia entre una consonante anterior y no anterior se puede escuchar en palabras como "quién" [k̟ʰi] y "cuando" [kʰu], donde el /k/ en quién se adelanta bajo la influencia de la vocal anterior /i/.
En descripción verbal, el prefijo pre- puede indicar el adelanto, especialmente en términos como prepalatal y prevelar. De otra forma frases como "u frontal" puede ser utilizadas.
En inglés, la oclusiva en la consonante africada /tʃ/, como en la palabra inglesa church, está más lejana de la consonante alveolar /t/ (en inglés, /t/ es alveolar; en español, dental) debido a la asimilación con la fricativa postalveolar /ʃ/. En transcripción estrecha, /tʃ/ puede ser transcrito [t̠ʃʰ].
Las lenguas pueden tener fonemas que están más retraídos que el símbolo IPA más cercano. Por ejemplo, en polaco "sz" es sibilante postalveolar. Mientras este a menudo se transcribe como [ʃ], no es la prototípica [ʃ] sino parcialmente palatalizada. Una transcripción más precisa, por tanto, es [s̠]. De modo parecido, las consonantes velares en Kwakiutl son postvelares; más atrás de la prototípica pronuncia velar, entre velar [k] y uvular [q], y es transcrito [k̠].
Oficialmente, el símbolo IPA [a] posiciones para una vocal anterior. Aun así, en más lenguas donde se utiliza, /a/ es de hecho una vocal central. Si se desea más precisión, esto también puede ser indicado con el signo "menos" ([a̠]), o posiblemente con el diacrítico centralizado ([ä]); aun así otra forma posible es [ɐ] con el diacrítico de descenso ([ɐ̞]).
El prefijo "post-" puede indicar retracción, como arriba, y frases como "i retraída" pueden ser utilizadas.

## Elevada y descendida
Un sonido elevado está articulado con la lengua o el labio más arriba que el punto de referencia. En el IPA esto está indicado con el diacrítico U+031D ̝ combinando uptack abajo (HTML &#797;).
Un sonido descendido se articula con la lengua o el labio más abajo (la boca más abierta) que el punto de referencia. En el IPA esto está indicado con el diacrítico downtack U+031E ̞ combinando downtack abajo (HTML &#798;). Ambas consonantes y vocales pueden ser marcadas como elevadas o descendidas.
Cuando no hay espacio para la tachuela bajo una letra,  puede ser escrita después, utilizando: U+02D4 ˔ modifcador letra up tack como en [ɭ˔], o U+02D5 ˕ modificador letra down tack como en [ɣ˕]. Tiene el mismo significado en un sitio u otro.

### Vocales elevadas y descendidas
En el caso de una vocal, levantada significa que la vocal es más cerrada a la parte superior del gráfico de vocal. Por ejemplo, ‹e̝› representa una vocal en algún lugar entre cardinal [e] y [i], o incluso puede ser [i]. Bajando, por otro lado, significa que la vocal es más abierta, hacia el fondo del gráfico. Por ejemplo, [e̞] representa una vocal en algún lugar entre cardinal [e] y [ɛ], o incluso puede ser [ɛ].
En otros sistemas de transcripción no-IPA, las vocales elevadas están indicadas los iconos de flechas ascendentes arrowhead U+02F0 ˰ modifier letra abajo up arrowhead (HTML &#752;) mientras que las descendidas son con flechas descendientes arrowhead U+02EF ˯ modifier letra abajo down arrowhead (HTML &#751;). Así, IPA [e̝] es equivalente a [e˰], IPA [e̞] es equivalente a [e˯].

### Consonantes elevadas y descendidas
Con consonantes, elevar y descender cambia la manera de articulación a más o menos constricción. Por ejemplo, aproximantes elevadas y los trinos son fricativos, mientras que las fricativas descendidas son aproximantes. Los símbolos ambiguos para fricativas/aproximantes posteriores pueden ser especificado como fricativas con el diacrítico de elevación, [ʁ̝, ʕ̝, ʢ̝], o como aproximantes con el diacrítico de descenso, [ʁ̞, ʕ̞, ʢ̞]. En español, los alófonos lenis de oclusivas sonoras son generalmente transcritas como fricativas incluso siendo aproximantes, o intermedios entre fricativas y aproximante. Esto puede ser parcialmente debido al hecho de que solo hay un símbolo IPA dedicado a ellos, el aproximante velar. Una transcripción más precisa utiliza los símbolos fricativos con el diacrítico de descenso, [β̞, ð̞, ɣ˕] (palabras como "habla, haba, Pedro, poro, magro, hago"). En Checo, por otro lado, requiere lo opuesto: su trino fricativo, el cual es un fonema separado , puede ser transcrito como trino elevado, [r̝]. Similarmente, el fricativo coronal no-sibilante se escribe [ɹ̝], y fricativo lateral velar sordo como [ʟ̝̊]. (Una letra dedicada para este sonido, ⟨⟩, no es parte del IPA.)
De más abierto (menos constricción) a más cerrado(la más constricción),  hay varias relaciones independientes entre sonidos de habla. Vocal abierta → vocal media → vocal cerrad → aproximante → fricativa → oclusiva es uno;  erre simple →  oclusiva es otra ; y el trino → trino fricativo otro más. La carta IPA se organiza de modo que los diacríticos de elevación mueven el valor de una letra a través de esta serie hacia la parte superior del gráfico, y el diacrítico de descenso hacia abajo, pero esto solo funciona para algunas de las consonantes. Mientras a veces convendría ordenar las consonantes de esta forma, las consonantes son demasiado diversas para una sola dimensión capturar sus relaciones. Además, muchos de los puntos a lo largo de la serie pueden ser nasalizados o lateralizados también, y estos parámetros son independientes a la constricción.
|                        | Oral | Nasal | Flap  | Trill | Lateral |
| ---------------------- | ---- | ----- | ----- | ----- | ------- |
| Oclusiva               | ɟ    | ɲ     | d     |       | t͡ɬ      |
| Fricativa              | ʝ    | ʝ̃     |       | r̝     | ɬ       |
| Aproximante / Vibrante | j    | ȷ̃     | ɾ     | r     | l       |
| Vocal cerrada          | i    | ĩ     | (N/A) | (N/A) | (N/A)   |
| Vocal casi cerrada     | e̝    | ẽ̝     | (N/A) | (N/A) | (N/A)   |
| Vocal semicerrada      | e    | ẽ     | (N/A) | (N/A) | (N/A)   |
| Vocal intermedia       | e̞    | ẽ̞     | (N/A) | (N/A) | (N/A)   |
| Vocal semiabierta      | ɛ    | ɛ̃     | (N/A) | (N/A) | (N/A)   |
| Vocal casi abierta     | æ    | æ̃     | (N/A) | (N/A) | (N/A)   |
| Vocal abierta          | a    | ã     | (N/A) | (N/A) | (N/A)   |

## Vocales centralizadas
Una vocal centralizada es una vocal  que es más central que un punto de referencia, o que ha experimentado un cambio en esta dirección. El diacrítico para este en el IPA el alfabeto es el diéresis, U+0308 ̈ combinando diaeresis (HTML &#776;).
Por ejemplo, para transcribir vocales casi cerradas y centrales redondeadas y no redondeadas, los símbolos [ɪ̈, ʊ̈] pueden ser utilizado.
En otros sistemas de transcripción  (no-IPA) , ‹ɪ, ʊ› (o ᵻ, ᵿ) se ven en vez de [ɪ̈, ʊ̈] (por analogía con [ɨ, ʉ]). Antes de que se añadieran las letras [ɘ, ɵ, ɜ, ɞ] al IPA en 1993, los símbolos [ë, ö, ɛ̈, ɔ̈] fueron utilizados para estos valores cercanos a schwa. [ë, ö, ɛ̈, ɔ̈] ahora supuestamente representarían las articulaciones intermedias entre [e, o, ɛ, ɔ] y [ɘ, ɵ, ɜ, ɞ]. De modo parecido, [ï, ÿ, ü, ɯ̈] estarían entre [i, y, u, ɯ] y [ɨ, ʉ].
En la mayoría de lenguas que incluyen [a], de hecho, la vocal es central, y sería mejor transcribirla como [ä] (como podría ser el español). Aun así, este símbolo no es generalmente utilizado, principalmente porque es práctica común para evitar utilizando diacríticos cuando sea posible.
En vez del diacrítico de centralización, el adelantado o retraído puede ser utilizado (una transcripción equivalente de [ä] es una [a̠] retraída), pero el concepto de centralización es conveniente en casos donde vocales anteriores y vocales posteriores se acercan el uno al otro, más que todos adelantandos o retraídos en la misma dirección.

### Vocal medio-centralizada
Una vocal medio-centralizada es una vocal más cerca del punto medio del espacio bucal que un punto de referencia. Eso es,  está más cerca de la vocal central schwa [ə]; que no está solo centralizada, sino también elevada o descendida. El diacrítico utilizado para marcar esto es el símbolo del alfabeto IPA "cruz encima", U+033D ̽ combinando x encima (HTML &#829;).
En la mayoría de lenguas, las vocales se medio-centralizan cuando hablamos deprisa, y en algunas, como en inglés y ruso, muchas vocales lo son también cuándo son átonas. Esto es una característica general de la reducción de vocal o neutralización.
Incluso cuando son plenamente articuladas, las vocales de una lengua pueden estar en el punto cardinal de schwa. Un ejemplo de este es el portugués de Lisboa, donde las sílabas átonas con "e" son como [ʊ], es decir, entre [ɯ] y [ə], dónde [ʊ] en el gráfico de vocal, pero una [ʊ] diferente, no redondeado. Se podría escribir [ɯ̽], como en "pegar" [pɯ̽ˈɣaɾ].

## Más y menos redondeadas
Hay también diacríticos, respectivamente U+0339 ̹ combinando medio anillo hacia derecha abajo y U+031C ̜ combinando medio anillo hacia izquierda abajo, para indicar grados más grandes o menores de redondeo. Por ejemplo, el inglés [ʊ] a menudo tiene muy poco redondeo, y puede ser transcrito [ʊ̜] En Asamés, por otro lado, [ɒ] es mucho más redondeada (que es típico para una vocal abierta), y puede ser transcrita [ɒ̹].
Estos diacríticos son a veces utilizados con consonantes para indicar grados de labialización. Por ejemplo, en la lengua atabascana Hupa, la fricativa velar sorda distingue tres grados de labialización, transcritas como [x x̹ xʷ] o [x x̜ʷ xʷ].
Las Extensiones al IPA tienen dos símbolos adicionales para grados de redondear: extendido, como en [ə͍], y abiertamente redondeado ⟨ꟹ⟩ (œ), como en inglés  [ʃœ] y [ʒœ].

## Cambios de sonido
Algunos cambios de sonido implican cambio en sitio de articulación:
- elevación (fonología)
- anteriorización (fonología)
- i-mutación / umlaut (elevación y fronting de una vocal delante de [i] o [j])
- imāla (elevación de /a/ en árabe)
- iotacismo (elevación de una vocal en griego)